# La Drôme Classic 2024
La Drôme Classic 2024 var den 11. udgave af det franske cykelløb La Drôme Classic. Det 189 km lange linjeløb blev kørt den 25. februar 2024 med start og mål i Étoile-sur-Rhône i den sydøstlige del af landet. Løbet var en del af UCI ProSeries 2024.
Løbet blev vundet af schweiziske Marc Hirschi fra UAE Team Emirates.

## Resultat
| \| Samlede stilling \| Samlede stilling \| Samlede stilling \| Samlede stilling \| Samlede stilling \| \| Rytter \| Rytter \| Hold \| Tid \| \| \| ---------------- \| ----------------- \| -------------------------- \| ---------------- \| ---------------- \| \| 1. \| Marc Hirschi \| UAE Team Emirates \| 4t 41' 28" \| \| \| 2. \| Juan Ayuso \| UAE Team Emirates \| + 5" \| \| \| 3. \| Maxim Van Gils \| Lotto Dstny \| + 8" \| \| \| 4. \| Warren Barguil \| Team dsm-firmenich PostNL \| + 12" \| \| \| 5. \| Mattias Skjelmose \| Lidl-Trek \| + 15" \| \| \| 6. \| Bastien Tronchon \| Decathlon-AG2R La Mondiale \| + 25" \| \| \| 7. \| Paul Lapeira \| Decathlon-AG2R La Mondiale \| + 1' 05" \| \| \| 8. \| Corbin Strong \| Israel-Premier Tech \| + 1' 07" \| \| \| 9. \| Benoît Cosnefroy \| Decathlon-AG2R La Mondiale \| + 1' 21" \| \| \| 10. \| Dorian Godon \| Decathlon-AG2R La Mondiale \| + 1' 21" \| \| |                   |                            |            |
| |                   |                            |            |
| Kilde: ProCyclingStats |                   |                            |            |
| Samlede stilling |                   |                            |            |
| Rytter | Rytter            | Hold                       | Tid        |
| 1. | Marc Hirschi      | UAE Team Emirates          | 4t 41' 28" |
| 2. | Juan Ayuso        | UAE Team Emirates          | + 5"       |
| 3. | Maxim Van Gils    | Lotto Dstny                | + 8"       |
| 4. | Warren Barguil    | Team dsm-firmenich PostNL  | + 12"      |
| 5. | Mattias Skjelmose | Lidl-Trek                  | + 15"      |
| 6. | Bastien Tronchon  | Decathlon-AG2R La Mondiale | + 25"      |
| 7. | Paul Lapeira      | Decathlon-AG2R La Mondiale | + 1' 05"   |
| 8. | Corbin Strong     | Israel-Premier Tech        | + 1' 07"   |
| 9. | Benoît Cosnefroy  | Decathlon-AG2R La Mondiale | + 1' 21"   |
| 10. | Dorian Godon      | Decathlon-AG2R La Mondiale | + 1' 21"   |

## Hold og ryttere
| UCI WorldTeams (9)- Arkéa-B&B Hotels - Cofidis - Decathlon-AG2R La Mondiale - Groupama-FDJ - Intermarché-Wanty - Lidl-Trek - Soudal Quick-Step - Team dsm-firmenich PostNL - UAE Team Emirates UCI ProTeams (6)- Bingoal WB - Israel-Premier Tech - Lotto Dstny - TotalEnergies - Tudor Pro Cycling Team - Uno-X Mobility UCI Kontinentalhold (3)- CIC U Nantes Atlantique - Nice Métropole Côte d'Azur - Van Rysel-Roubaix |
| |

### Danske ryttere
| Danske ryttere på startlisten |                   |                |           |
| Rygnummer                     | Rytter            | Hold           | Placering |
| 51                            | Mattias Skjelmose | Lidl-Trek      | 5         |
| 85                            | Jonas Gregaard    | Lotto Dstny    | 84        |
| 124                           | Simon Dalby       | Uno-X Mobility | 39        |

* DNF = gennemførte ikke

### Startliste
| Cofidis COF | Cofidis COF           | Cofidis COF |
| ----------- | --------------------- | ----------- |
| Nr.         | Rytter                | Placering   |
| 1           | Anthony Perez (FRA)   | 35.         |
| 2           | Jon Izagirre (ESP)    | 30.         |
| 3           | Jesús Herrada (ESP)   | DNF         |
| 4           | Axel Mariault (FRA)   | 20.         |
| 5           | Jonathan Lastra (ESP) | DNF         |
| 6           | Harrison Wood (GBR)   | 79.         |
| 7           | Thomas Champion (FRA) | 78.         |

| Soudal Quick-Step SOQ | Soudal Quick-Step SOQ | Soudal Quick-Step SOQ |
| --------------------- | --------------------- | --------------------- |
| Nr.                   | Rytter                | Placering             |
| 11                    | James Knox (GBR)      | 56.                   |
| 12                    | Paul Magnier (FRA)    | 38.                   |
| 13                    | Fausto Masnada (ITA)  | 76.                   |
| 14                    | Antoine Huby (FRA)    | 24.                   |
| 15                    | Gil Gelders (BEL)     | DNF                   |
| 16                    | Louis Vervaeke (BEL)  | 37.                   |
| 17                    | Pieter Serry (BEL)    | 54.                   |

| UAE Team Emirates UAD | UAE Team Emirates UAD         | UAE Team Emirates UAD |
| --------------------- | ----------------------------- | --------------------- |
| Nr.                   | Rytter                        | Placering             |
| 21                    | Juan Ayuso (ESP)              | 2.                    |
| 22                    | Marc Hirschi (SUI) (landevej) | 1.                    |
| 24                    | Diego Ulissi (ITA)            | DNS                   |
| 25                    | Sjoerd Bax (NED)              | DNF                   |
| 26                    | Igor Arrieta (ESP)            | 55.                   |
| 27                    | Domen Novak (SLO)             | DNF                   |

| Israel-Premier Tech IPT | Israel-Premier Tech IPT | Israel-Premier Tech IPT |
| ----------------------- | ----------------------- | ----------------------- |
| Nr.                     | Rytter                  | Placering               |
| 31                      | Corbin Strong (NZL)     | 8.                      |
| 32                      | Stephen Williams (GBR)  | 83.                     |
| 33                      | Nick Schultz (AUS)      | 32.                     |
| 34                      | Marco Frigo (ITA)       | 52.                     |
| 35                      | Hugo Houle (CAN)        | DNF                     |
| 36                      | Nadav Raisberg (ISR)    | 80.                     |
| 37                      | Simon Clarke (AUS)      | 32.                     |

| Intermarché-Wanty IWA | Intermarché-Wanty IWA   | Intermarché-Wanty IWA |
| --------------------- | ----------------------- | --------------------- |
| Nr.                   | Rytter                  | Placering             |
| 41                    | Georg Zimmermann (GER)  | 25.                   |
| 42                    | Francesco Busatto (ITA) | 12.                   |
| 43                    | Lilian Calmejane (FRA)  | 29.                   |
| 44                    | Rune Herregodts (BEL)   | DNF                   |
| 45                    | Rein Taaramäe (EST)     | DNF                   |
| 46                    | Sacha Prestianni (BEL)  | 45.                   |
| 47                    | Simone Gualdi (ITA)     | 41.                   |

| Lidl-Trek LTK | Lidl-Trek LTK                      | Lidl-Trek LTK |
| ------------- | ---------------------------------- | ------------- |
| Nr.           | Rytter                             | Placering     |
| 51            | Mattias Skjelmose (DEN) (landevej) | 5.            |
| 52            | Bauke Mollema (NED)                | 22.           |
| 53            | Amanuel Ghebreigzabhier (ERI)      | 31.           |
| 54            | Quinn Simmons (USA) (landevej)     | 64.           |
| 55            | Julien Bernard (FRA)               | 65.           |
| 56            | Louis Leidert (GER)                | DNF           |
| 57            | Fabio Felline (ITA)                | 63.           |

| Groupama-FDJ GFC | Groupama-FDJ GFC                  | Groupama-FDJ GFC |
| ---------------- | --------------------------------- | ---------------- |
| Nr.              | Rytter                            | Placering        |
| 61               | Valentin Madouas (FRA) (landevej) | 40.              |
| 62               | Rémy Rochas (FRA)                 | 62.              |
| 63               | Kevin Geniets (LUX)               | 16.              |
| 64               | Thibaud Gruel (FRA)               | 23.              |
| 65               | Lorenzo Germani (ITA)             | DNF              |
| 66               | Lars van den Berg (NED)           | DNS              |
| 67               | Maxime Decomble (FRA)             | DNF              |

| Team dsm-firmenich PostNL DFP | Team dsm-firmenich PostNL DFP | Team dsm-firmenich PostNL DFP |
| ----------------------------- | ----------------------------- | ----------------------------- |
| Nr.                           | Rytter                        | Placering                     |
| 71                            | Romain Bardet (FRA)           | 13.                           |
| 72                            | Warren Barguil (FRA)          | 4.                            |
| 73                            | Kevin Vermaerke (USA)         | 19.                           |
| 74                            | Chris Hamilton (AUS)          | 60.                           |
| 75                            | Romain Combaud (FRA)          | 74.                           |
| 76                            | Martijn Tusveld (NED)         | 75.                           |
| 77                            | Patrick Bevin (NZL)           | DNF                           |

| Lotto Dstny LTD | Lotto Dstny LTD         | Lotto Dstny LTD |
| --------------- | ----------------------- | --------------- |
| Nr.             | Rytter                  | Placering       |
| 81              | Maxim Van Gils (BEL)    | 3.              |
| 83              | Eduardo Sepúlveda (ARG) | DNF             |
| 84              | Sylvain Moniquet (BEL)  | 50.             |
| 85              | Jonas Gregaard (DEN)    | 84.             |
| 86              | Jenno Berckmoes (BEL)   | 50.             |
| 87              | Jarrad Drizners (AUS)   | DNF             |

| Decathlon-AG2R La Mondiale DAT | Decathlon-AG2R La Mondiale DAT | Decathlon-AG2R La Mondiale DAT |
| ------------------------------ | ------------------------------ | ------------------------------ |
| Nr.                            | Rytter                         | Placering                      |
| 91                             | Benoît Cosnefroy (FRA)         | 9.                             |
| 92                             | Dorian Godon (FRA)             |                                |
| 93                             | Clément Berthet (FRA)          | 34.                            |
| 94                             | Nans Peters (FRA)              | 26.                            |
| 95                             | Bastien Tronchon (FRA)         | 6.                             |
| 96                             | Paul Lapeira (FRA)             | 7.                             |
| 97                             | Jaakko Hänninen (FIN)          | DNF                            |

| Arkéa-B&B Hotels ARK | Arkéa-B&B Hotels ARK    | Arkéa-B&B Hotels ARK |
| -------------------- | ----------------------- | -------------------- |
| Nr.                  | Rytter                  | Placering            |
| 101                  | Vincenzo Albanese (ITA) | 17.                  |
| 102                  | Clément Venturini (FRA) | 15.                  |
| 103                  | Louis Barré (FRA)       | 42.                  |
| 104                  | Michel Ries (LUX)       | 58.                  |
| 105                  | Simon Guglielmi (FRA)   | 87.                  |
| 106                  | Anthony Delaplace (FRA) | 77.                  |
| 107                  | Kévin Ledanois (FRA)    | 59.                  |

| Tudor Pro Cycling Team TUD | Tudor Pro Cycling Team TUD      | Tudor Pro Cycling Team TUD |
| -------------------------- | ------------------------------- | -------------------------- |
| Nr.                        | Rytter                          | Placering                  |
| 111                        | Lucas Eriksson (SWE) (landevej) | 14.                        |
| 112                        | Simon Pellaud (SUI)             | 71.                        |
| 113                        | Sébastien Reichenbach (SUI)     | 43.                        |
| 114                        | Hannes Wilksch (GER)            | 66.                        |
| 115                        | Marco Brenner (GER)             | 81.                        |
| 116                        | Roland Thalmann (SUI)           | 44.                        |
| 117                        | Aloïs Charrin (FRA)             | 85.                        |

| Uno-X Mobility UXM | Uno-X Mobility UXM                | Uno-X Mobility UXM |
| ------------------ | --------------------------------- | ------------------ |
| Nr.                | Rytter                            | Placering          |
| 121                | Fredrik Dversnes (NOR) (landevej) | 69.                |
| 122                | Johannes Kulset (NOR)             | 21.                |
| 123                | Ådne Holter (NOR)                 | 82.                |
| 124                | Simon Dalby (DEN)                 | 39.                |
| 125                | Odd Christian Eiking (NOR)        | 46.                |
| 126                | Magnus Kulset (NOR)               | 67.                |

| Bingoal WB BWB | Bingoal WB BWB            | Bingoal WB BWB |
| -------------- | ------------------------- | -------------- |
| Nr.            | Rytter                    | Placering      |
| 131            | Marco Tizza (ITA)         | 33.            |
| 132            | Dimitri Peyskens (BEL)    | 73.            |
| 133            | Floris De Tier (BEL)      | 47.            |
| 134            | Aaron Van der Beken (BEL) | 72.            |
| 135            | Louka Matthys (BEL)       | 36.            |
| 136            | Noah Detalle (BEL)        | DNF            |
| 137            | Lucas Jacques (BEL)       | DNF            |

| TotalEnergies TEN | TotalEnergies TEN        | TotalEnergies TEN |
| ----------------- | ------------------------ | ----------------- |
| Nr.               | Rytter                   | Placering         |
| 141               | Mathieu Burgaudeau (FRA) | 18.               |
| 142               | Sandy Dujardin (FRA)     | 11.               |
| 143               | Jordan Jegat (FRA)       | 48.               |
| 144               | Alexis Vuillermoz (FRA)  | DNF               |
| 145               | Alan Jousseaume (FRA)    | DNF               |
| 146               | Fabien Grellier (FRA)    | DNF               |
| 147               | Mattéo Vercher (FRA)     | 62.               |

| Nice Métropole Côte d'Azur NMC | Nice Métropole Côte d'Azur NMC | Nice Métropole Côte d'Azur NMC |
| ------------------------------ | ------------------------------ | ------------------------------ |
| Nr.                            | Rytter                         | Placering                      |
| 151                            | Jean-Louis Le Ny (FRA)         | 68.                            |
| 152                            | Alexander Konijn (NED)         | DNF                            |
| 153                            | Melvin Crommelinck (FRA)       | DNF                            |
| 154                            | Jonathan Couanon (FRA)         | DNS                            |
| 156                            | Andrea Mifsud                  | 49.                            |
| 157                            | Alexandre Léonien (FRA)        | DNF                            |

| Van Rysel-Roubaix VRR | Van Rysel-Roubaix VRR     | Van Rysel-Roubaix VRR |
| --------------------- | ------------------------- | --------------------- |
| Nr.                   | Rytter                    | Placering             |
| 161                   | Maxime Jarnet (FRA)       | 86.                   |
| 162                   | Célestin Guillon (FRA)    | DNF                   |
| 163                   | Maximilien Juillard (FRA) | DNF                   |
| 164                   | Rémi Capron (FRA)         | 57.                   |
| 165                   | Kenny Molly (BEL)         | DNF                   |

| CIC U Nantes Atlantique UCN | CIC U Nantes Atlantique UCN | CIC U Nantes Atlantique UCN |
| --------------------------- | --------------------------- | --------------------------- |
| Nr.                         | Rytter                      | Placering                   |
| 171                         | Clément Braz Afonso (FRA)   | 27.                         |
| 172                         | Matisse Julien (CAN)        | DNF                         |
| 173                         | Antoine Hue (FRA)           | DNF                         |
| 174                         | Enzo Briand (FRA)           | DNF                         |
| 175                         | Artus Jaladeau (FRA)        | DNF                         |
| 176                         | Léo Danès (FRA)             | 70.                         |
| 177                         | Robin Plamondon (CAN)       | 61.                         |

| Cofidis COF | Cofidis COF           | Cofidis COF |
| ----------- | --------------------- | ----------- |
| Nr.         | Rytter                | Placering   |
| 1           | Anthony Perez (FRA)   | 35.         |
| 2           | Jon Izagirre (ESP)    | 30.         |
| 3           | Jesús Herrada (ESP)   | DNF         |
| 4           | Axel Mariault (FRA)   | 20.         |
| 5           | Jonathan Lastra (ESP) | DNF         |
| 6           | Harrison Wood (GBR)   | 79.         |
| 7           | Thomas Champion (FRA) | 78.         |

| Soudal Quick-Step SOQ | Soudal Quick-Step SOQ | Soudal Quick-Step SOQ |
| --------------------- | --------------------- | --------------------- |
| Nr.                   | Rytter                | Placering             |
| 11                    | James Knox (GBR)      | 56.                   |
| 12                    | Paul Magnier (FRA)    | 38.                   |
| 13                    | Fausto Masnada (ITA)  | 76.                   |
| 14                    | Antoine Huby (FRA)    | 24.                   |
| 15                    | Gil Gelders (BEL)     | DNF                   |
| 16                    | Louis Vervaeke (BEL)  | 37.                   |
| 17                    | Pieter Serry (BEL)    | 54.                   |

| UAE Team Emirates UAD | UAE Team Emirates UAD         | UAE Team Emirates UAD |
| --------------------- | ----------------------------- | --------------------- |
| Nr.                   | Rytter                        | Placering             |
| 21                    | Juan Ayuso (ESP)              | 2.                    |
| 22                    | Marc Hirschi (SUI) (landevej) | 1.                    |
| 24                    | Diego Ulissi (ITA)            | DNS                   |
| 25                    | Sjoerd Bax (NED)              | DNF                   |
| 26                    | Igor Arrieta (ESP)            | 55.                   |
| 27                    | Domen Novak (SLO)             | DNF                   |

| Israel-Premier Tech IPT | Israel-Premier Tech IPT | Israel-Premier Tech IPT |
| ----------------------- | ----------------------- | ----------------------- |
| Nr.                     | Rytter                  | Placering               |
| 31                      | Corbin Strong (NZL)     | 8.                      |
| 32                      | Stephen Williams (GBR)  | 83.                     |
| 33                      | Nick Schultz (AUS)      | 32.                     |
| 34                      | Marco Frigo (ITA)       | 52.                     |
| 35                      | Hugo Houle (CAN)        | DNF                     |
| 36                      | Nadav Raisberg (ISR)    | 80.                     |
| 37                      | Simon Clarke (AUS)      | 32.                     |

| Intermarché-Wanty IWA | Intermarché-Wanty IWA   | Intermarché-Wanty IWA |
| --------------------- | ----------------------- | --------------------- |
| Nr.                   | Rytter                  | Placering             |
| 41                    | Georg Zimmermann (GER)  | 25.                   |
| 42                    | Francesco Busatto (ITA) | 12.                   |
| 43                    | Lilian Calmejane (FRA)  | 29.                   |
| 44                    | Rune Herregodts (BEL)   | DNF                   |
| 45                    | Rein Taaramäe (EST)     | DNF                   |
| 46                    | Sacha Prestianni (BEL)  | 45.                   |
| 47                    | Simone Gualdi (ITA)     | 41.                   |

| Lidl-Trek LTK | Lidl-Trek LTK                      | Lidl-Trek LTK |
| ------------- | ---------------------------------- | ------------- |
| Nr.           | Rytter                             | Placering     |
| 51            | Mattias Skjelmose (DEN) (landevej) | 5.            |
| 52            | Bauke Mollema (NED)                | 22.           |
| 53            | Amanuel Ghebreigzabhier (ERI)      | 31.           |
| 54            | Quinn Simmons (USA) (landevej)     | 64.           |
| 55            | Julien Bernard (FRA)               | 65.           |
| 56            | Louis Leidert (GER)                | DNF           |
| 57            | Fabio Felline (ITA)                | 63.           |

| Groupama-FDJ GFC | Groupama-FDJ GFC                  | Groupama-FDJ GFC |
| ---------------- | --------------------------------- | ---------------- |
| Nr.              | Rytter                            | Placering        |
| 61               | Valentin Madouas (FRA) (landevej) | 40.              |
| 62               | Rémy Rochas (FRA)                 | 62.              |
| 63               | Kevin Geniets (LUX)               | 16.              |
| 64               | Thibaud Gruel (FRA)               | 23.              |
| 65               | Lorenzo Germani (ITA)             | DNF              |
| 66               | Lars van den Berg (NED)           | DNS              |
| 67               | Maxime Decomble (FRA)             | DNF              |

| Team dsm-firmenich PostNL DFP | Team dsm-firmenich PostNL DFP | Team dsm-firmenich PostNL DFP |
| ----------------------------- | ----------------------------- | ----------------------------- |
| Nr.                           | Rytter                        | Placering                     |
| 71                            | Romain Bardet (FRA)           | 13.                           |
| 72                            | Warren Barguil (FRA)          | 4.                            |
| 73                            | Kevin Vermaerke (USA)         | 19.                           |
| 74                            | Chris Hamilton (AUS)          | 60.                           |
| 75                            | Romain Combaud (FRA)          | 74.                           |
| 76                            | Martijn Tusveld (NED)         | 75.                           |
| 77                            | Patrick Bevin (NZL)           | DNF                           |

| Lotto Dstny LTD | Lotto Dstny LTD         | Lotto Dstny LTD |
| --------------- | ----------------------- | --------------- |
| Nr.             | Rytter                  | Placering       |
| 81              | Maxim Van Gils (BEL)    | 3.              |
| 83              | Eduardo Sepúlveda (ARG) | DNF             |
| 84              | Sylvain Moniquet (BEL)  | 50.             |
| 85              | Jonas Gregaard (DEN)    | 84.             |
| 86              | Jenno Berckmoes (BEL)   | 50.             |
| 87              | Jarrad Drizners (AUS)   | DNF             |

| Decathlon-AG2R La Mondiale DAT | Decathlon-AG2R La Mondiale DAT | Decathlon-AG2R La Mondiale DAT |
| ------------------------------ | ------------------------------ | ------------------------------ |
| Nr.                            | Rytter                         | Placering                      |
| 91                             | Benoît Cosnefroy (FRA)         | 9.                             |
| 92                             | Dorian Godon (FRA)             |                                |
| 93                             | Clément Berthet (FRA)          | 34.                            |
| 94                             | Nans Peters (FRA)              | 26.                            |
| 95                             | Bastien Tronchon (FRA)         | 6.                             |
| 96                             | Paul Lapeira (FRA)             | 7.                             |
| 97                             | Jaakko Hänninen (FIN)          | DNF                            |

| Arkéa-B&B Hotels ARK | Arkéa-B&B Hotels ARK    | Arkéa-B&B Hotels ARK |
| -------------------- | ----------------------- | -------------------- |
| Nr.                  | Rytter                  | Placering            |
| 101                  | Vincenzo Albanese (ITA) | 17.                  |
| 102                  | Clément Venturini (FRA) | 15.                  |
| 103                  | Louis Barré (FRA)       | 42.                  |
| 104                  | Michel Ries (LUX)       | 58.                  |
| 105                  | Simon Guglielmi (FRA)   | 87.                  |
| 106                  | Anthony Delaplace (FRA) | 77.                  |
| 107                  | Kévin Ledanois (FRA)    | 59.                  |

| Tudor Pro Cycling Team TUD | Tudor Pro Cycling Team TUD      | Tudor Pro Cycling Team TUD |
| -------------------------- | ------------------------------- | -------------------------- |
| Nr.                        | Rytter                          | Placering                  |
| 111                        | Lucas Eriksson (SWE) (landevej) | 14.                        |
| 112                        | Simon Pellaud (SUI)             | 71.                        |
| 113                        | Sébastien Reichenbach (SUI)     | 43.                        |
| 114                        | Hannes Wilksch (GER)            | 66.                        |
| 115                        | Marco Brenner (GER)             | 81.                        |
| 116                        | Roland Thalmann (SUI)           | 44.                        |
| 117                        | Aloïs Charrin (FRA)             | 85.                        |

| Uno-X Mobility UXM | Uno-X Mobility UXM                | Uno-X Mobility UXM |
| ------------------ | --------------------------------- | ------------------ |
| Nr.                | Rytter                            | Placering          |
| 121                | Fredrik Dversnes (NOR) (landevej) | 69.                |
| 122                | Johannes Kulset (NOR)             | 21.                |
| 123                | Ådne Holter (NOR)                 | 82.                |
| 124                | Simon Dalby (DEN)                 | 39.                |
| 125                | Odd Christian Eiking (NOR)        | 46.                |
| 126                | Magnus Kulset (NOR)               | 67.                |

| Bingoal WB BWB | Bingoal WB BWB            | Bingoal WB BWB |
| -------------- | ------------------------- | -------------- |
| Nr.            | Rytter                    | Placering      |
| 131            | Marco Tizza (ITA)         | 33.            |
| 132            | Dimitri Peyskens (BEL)    | 73.            |
| 133            | Floris De Tier (BEL)      | 47.            |
| 134            | Aaron Van der Beken (BEL) | 72.            |
| 135            | Louka Matthys (BEL)       | 36.            |
| 136            | Noah Detalle (BEL)        | DNF            |
| 137            | Lucas Jacques (BEL)       | DNF            |

| TotalEnergies TEN | TotalEnergies TEN        | TotalEnergies TEN |
| ----------------- | ------------------------ | ----------------- |
| Nr.               | Rytter                   | Placering         |
| 141               | Mathieu Burgaudeau (FRA) | 18.               |
| 142               | Sandy Dujardin (FRA)     | 11.               |
| 143               | Jordan Jegat (FRA)       | 48.               |
| 144               | Alexis Vuillermoz (FRA)  | DNF               |
| 145               | Alan Jousseaume (FRA)    | DNF               |
| 146               | Fabien Grellier (FRA)    | DNF               |
| 147               | Mattéo Vercher (FRA)     | 62.               |

| Nice Métropole Côte d'Azur NMC | Nice Métropole Côte d'Azur NMC | Nice Métropole Côte d'Azur NMC |
| ------------------------------ | ------------------------------ | ------------------------------ |
| Nr.                            | Rytter                         | Placering                      |
| 151                            | Jean-Louis Le Ny (FRA)         | 68.                            |
| 152                            | Alexander Konijn (NED)         | DNF                            |
| 153                            | Melvin Crommelinck (FRA)       | DNF                            |
| 154                            | Jonathan Couanon (FRA)         | DNS                            |
| 156                            | Andrea Mifsud                  | 49.                            |
| 157                            | Alexandre Léonien (FRA)        | DNF                            |

| Van Rysel-Roubaix VRR | Van Rysel-Roubaix VRR     | Van Rysel-Roubaix VRR |
| --------------------- | ------------------------- | --------------------- |
| Nr.                   | Rytter                    | Placering             |
| 161                   | Maxime Jarnet (FRA)       | 86.                   |
| 162                   | Célestin Guillon (FRA)    | DNF                   |
| 163                   | Maximilien Juillard (FRA) | DNF                   |
| 164                   | Rémi Capron (FRA)         | 57.                   |
| 165                   | Kenny Molly (BEL)         | DNF                   |

| CIC U Nantes Atlantique UCN | CIC U Nantes Atlantique UCN | CIC U Nantes Atlantique UCN |
| --------------------------- | --------------------------- | --------------------------- |
| Nr.                         | Rytter                      | Placering                   |
| 171                         | Clément Braz Afonso (FRA)   | 27.                         |
| 172                         | Matisse Julien (CAN)        | DNF                         |
| 173                         | Antoine Hue (FRA)           | DNF                         |
| 174                         | Enzo Briand (FRA)           | DNF                         |
| 175                         | Artus Jaladeau (FRA)        | DNF                         |
| 176                         | Léo Danès (FRA)             | 70.                         |
| 177                         | Robin Plamondon (CAN)       | 61.                         |